# Дом в конце улицы
«Дом в конце́ у́лицы» (англ. House at the End of the Street) — американский психологический триллер режиссёра Марка Тондерая, в котором снялась Дженнифер Лоуренс. Сюжет фильма вращается вокруг девочки-подростка Элиссы, которая вместе со своей недавно разведённой матерью Сарой переезжает в новый район, но обнаруживает, что дом в конце улицы был местом ужасного двойного убийства, совершённого 17-летней девочкой по имени Кэрри Энн, которая пропала без вести четыре года назад. Затем Элисса начинает отношения со старшим братом Кэрри Энн Райаном, который живёт в том же доме, но не всё то, чем кажется.
Хотя съёмки были завершены в 2010 году, фильм был выпущен только в 2012 году компанией Relativity Media. Несмотря на негативные отзывы критиков, фильм имел умеренный коммерческий успех.

## Сюжет
Недавно разведённая Сара (Элизабет Шу) и её дочь Элисса (Дженнифер Лоуренс) переезжают в новый город и узнают, что девушка из соседнего дома несколько лет назад убила своих родителей. Элисса начинает дружить с оставшимся в живых сыном (Макс Тириот), они начинают встречаться. Однажды, придя к Райану домой, Элисса находит дверь, ведущую в подвал, в котором она обнаруживает девушку. Джейкобсон говорит Элиссе, что это его выросшая сестра Кэрри Энн, но Элисса замечает на своей руке линзу, изменяющую цвет глаз на синий (глаза его сестры были синие) и понимает, что сестра Райана умерла в детстве, а родителей он убил сам. Райан похищал девушек, перекрашивал их в блондинок и менял цвет глаз на синий, из-за психической травмы, полученной в результате жестокого обращения его родителей с ним. Когда он был маленьким, Кэрри Энн погибла в результате несчастного случая, в котором родители обвинили Райна. После этого они стали одевать его в одежду сестры и называть его Кэрри Энн. В конце Райан сидит в психиатрической больнице и вспоминает, как родители звали его Кэрри Энн, избивали и жестоко с ним обращались, таким образом пытаясь выместить на нём всю злость от смерти Кэрри Энн.

## В ролях
| Актёр                                  | Роль                               |
| -------------------------------------- | ---------------------------------- |
| Дженнифер Лоуренс                      | Элисса Кэссиди 17-летний подросток |
| Элизабет Шу                            | Сара Кэссиди мать Элиссы           |
| Макс Тириот                            | Райан Джейкобсон                   |
| Гил Беллоуз                            | Билл Уивер офицер полиции          |
| Ева Линк (англ. Eva Link)              | Кэрри Энн сестра Райана            |
| Нолан Джерард Фанк                     | Тайлер Рейнольдс мажор             |
| Криста Бриджес (англ. Krista Bridges)  | Мэри Джейкобсон мать Райана        |
| Джонатан Мэйлен (англ. Jonathan Malen) | Рэй                                |
| Элли Макдональд                        | Джиллиан подруга Элиссы            |
| Джон МакЛарен (англ. Jon McLaren)      | Зак                                |